# 도시구집
《도시구집》(중국어 정체자: 都市懼集, 병음: Dūshì Jùjí 두스쥐지[*], 영어:  Urban Horror)은 CATCHPLAY+에서 2024년 7월부터 방영된 대만의 공포 드라마이다.

## 캐스팅

### 택시 환승역
- 쉬웨이닝 : 리핑 역
- 주딩이(竺定誼) : 택시 운전사 역

### 분실물
- 황페이자(黃姵嘉) : 만만 역
- 랴오윈제(중국어:廖允傑)

### 마지막 승객 버스
- 셰장잉(중국어:謝章穎) : 아칭 역
- 훙원카이(洪文凱)

### 관광 버스
- 쩡완팅(중국어:曾莞婷) : 어머니 역
- 잔화이윈(중국어:詹懷雲) : 아광 역
- 가오첸이(高倩怡) : 더우화 역

### 야식 안내
- 유안순 : 취두부 가게 사장님 역
- 후스안(중국어:胡釋安)
- 옌러우중(중국어:晏柔中)

### 나이트 클럽
- 쩡페이츠 : 맨디 역
- 허쓰징(중국어:何思靜) : 미미 역
- 우옌린(吳言凜) : 아관 역

### 큰 모험
- 쉬리팅(許莉廷)
- 황성추
- 천훙첸(虹茜)
- 젠젠안(簡建安)

### 야간 달리기
- 쩡카이쉬안 : 야한 역
- 천잉루(陳映如)

### 영화의 끝
- 가오잉쉬안(중국어:高英軒) : 아청 역
- 리사오제(중국어:李劭婕)

### 완벽한 야경
- 린바이홍 : 아한 역
- 황페이치(黃珮琪)

### 소포 수집
- 천위 : 아전 역
- 라오싱싱(중국어:饒星星) : 애니 역
- 푸셴하오(중국어:傅顯皓) : 배달원 역

### 스트리트 뷰
- 사오위웨이 : 뤄셴 역
- 황다왕(黃大旺) : 아재 역

### 소음에 주의하세요
- 리무 : 샤오치 역
- 린즈루 : 집주인 역

### 침입자
- 바이바이 : 리원 역
- 조셉 칠셉(중국어:喬瑟夫Chillseph)
- 야오지후이(중국어:姚吉慧)

### 스마트 가전
- 양밍웨이(중국어:楊銘威)
- 장친 : 젠추란(簡秋蘭) 역
- 가오스팅(高詩婷)

### 룸메이트의 남자친구
- 황샹팅
- 관린(중국어:管麟 (藝人))

### 화상 회의
- 저우차이스(중국어:周采詩): 패티 역
- 천무판(陳慕帆)

### 생일 축하해요
- 쩡보언(중국어:曾博恩): 베드로 역
- 린웨이니(중국어:林葦妮)

### 밤늦게까지 야근을 한다
- 린쓰팅(중국어:林思廷): 신이 역

### 새로운 감독자
- 푸멍바이(중국어:傅孟柏): 팀 리더 역
- 황관즈(중국어:黃冠智)
- 추멍쉬안(중국어:初孟軒)

### 사무실 로맨스
- 장이룽 : 티파니 역

### 흡연 구역
- 야오위안하오(중국어:姚元浩) : 원야오 역
- 리쉐(중국어:李雪 (台灣演員)) : 톈톈 역

### 버스 에티켓
- 왕위쉬안(중국어:王渝萱) : 샤오첸 역
- 추멍쉬안 : 아헝 역

### 피팅 룸
- 푼지아리(중국어:潘嘉麗) : 점장 역
- 사오이메이(중국어:邵奕玫) : 샤오훙 역
- 린스야(林詩雅) : 아칭 역

### 초상화 스케치
- 루이언(중국어:盧以恩) : 이제 역
- 위페이전(중국어:余佩真) : 아다 역

### 호러 가챠
- 서완(蛇丸) : 피단 역
- 후자오(胡椒) : 후선 역

### 행사장 입장인원
- 쉬쥔하오(중국어:徐鈞浩) : 아훙 역
- 러우이안(중국어:樓一安)

### 다섯개 별 리뷰
- 탕치양(중국어:唐綺陽) : 페이페이 역
- 황허(중국어:黃河 (臺灣演員)) : 점장 역

### 패밀리 스위트
- 옌위린(중국어:顏毓麟)
- 쉬나이한(중국어:許乃涵)
- 쉬보옌(許博硯)

### 유스 호텔
- 린징룬(중국어:林敬倫) : 아제 역
- 레이자루이(雷嘉汭)
- 사샤 호이저만(Sascha Heusermann, 賀少俠)

### 애완동물 친화적인
- 류핀옌 : 펀위안 역
- 쩡사오쭝(중국어:曾少宗) : 민박 사장님 역

### 게스트 룸을 청소
- 장광천
- 셰리진(중국어:謝麗金) : 청소하는 아줌마 역
- 왕전린(중국어:王真琳)

### 일일 대여 스위트룸
- 샹제루(중국어:項婕如) : 샤오위 역
- 린이전(중국어:林意箴)

### 체크인
- 우쓰셴(중국어:吳思賢 (藝人)) : 아민 역
- 랴오윈제
- 한야시(韓亞熙)